# 西藏钓樟
西藏钓樟（学名：Lindera pulcherrima）为樟科山胡椒属下的一个种。